# Carmen Peñalva y Baillo
Carmen Peñalva y Baillo, condesa de Gavia, (Campo de Criptana, 1908-Madrid, 14 de enero de 1991) fue una noble española cuyo nombre se le puso a una plaza de Madrid del distrito de Tetuán.

## Biografía
Hija de Casimiro Peñalva Estela y María del Carmen Baillo, y hermana de Paz, María Luisa y Pilar. El origen del apellido paterno es de estirpe real por descender de los monarcas de Castilla. Se remonta a Don Juan Manuel, nieto de Fernando III, rey de Castilla y de León. Al incluir descendientes directos de Fernando III, casado con Beatriz de Suabia, hija del emperador de Alemania Felipe de Suabia, y al tener en cuenta los habituales enlaces cruzados entre los hijos de los monarcas europeos hace que nos encontremos con miembros de diferentes Casas Reales: Castilla, León, Aragón, Navarra, Alemania, Austria, España, Francia, Grecia, Inglaterra, Italia o Portugal.
Se casó con Emilio Losada y Drake, marqués de los Castellones, conde de Valdelagrana, XIV Conde de Gavia, con el que tuvo tres hijos: Afonso, Marqués de los Castellones, María del Pilar, Marqués de Villablanca y María del Carmen, Marquesa de Zarreal. El Condado de Gavia es un título nobiliario español creado por el rey Carlos II en 1680 a favor de Francisco López de los Ríos y Cerón, Señor de Gavia la Grande, Virrey de Navarra, Caballero de la Orden de Calatrava. Su nombre se refiere a la localidad de Gabia Grande, en el municipio de Las Gabias, en Granada.

## Reconocimientos
El Ayuntamiento de Madrid la incluyó en el documento sobre Mujeres, reales o de ficción, en el actual callejero madrileño, ya que en 1954 se puso el nombre de Condesa de Gavia a una plaza en el distrito de Tetuán en reconocimiento a su apoyo económico para construir la iglesia de San Antonio, en la calle de Bravo Murillo.